# 傑克遜高地-羅斯福大道／74街車站
傑克遜高地-羅斯福大道/74街車站（英語：Jackson Heights–Roosevelt Avenue/74th Street station），簡稱「傑克遜高地車站」（英語：Jackson Heights station）或「羅斯福大道/74街車站」（英語：Roosevelt Avenue/74th Street station），是紐約地鐵一個車站複合，包括IRT法拉盛線和IND皇后大道線，位於皇后區傑克遜高地74街、百老匯、羅斯福大道交界，設有以下列車服務：
- 7號線、E線、F線列車（任何時候停站）
- R線列車（任何時候停站（深夜除外））
- M線列車（僅平日停站）

## 歷史

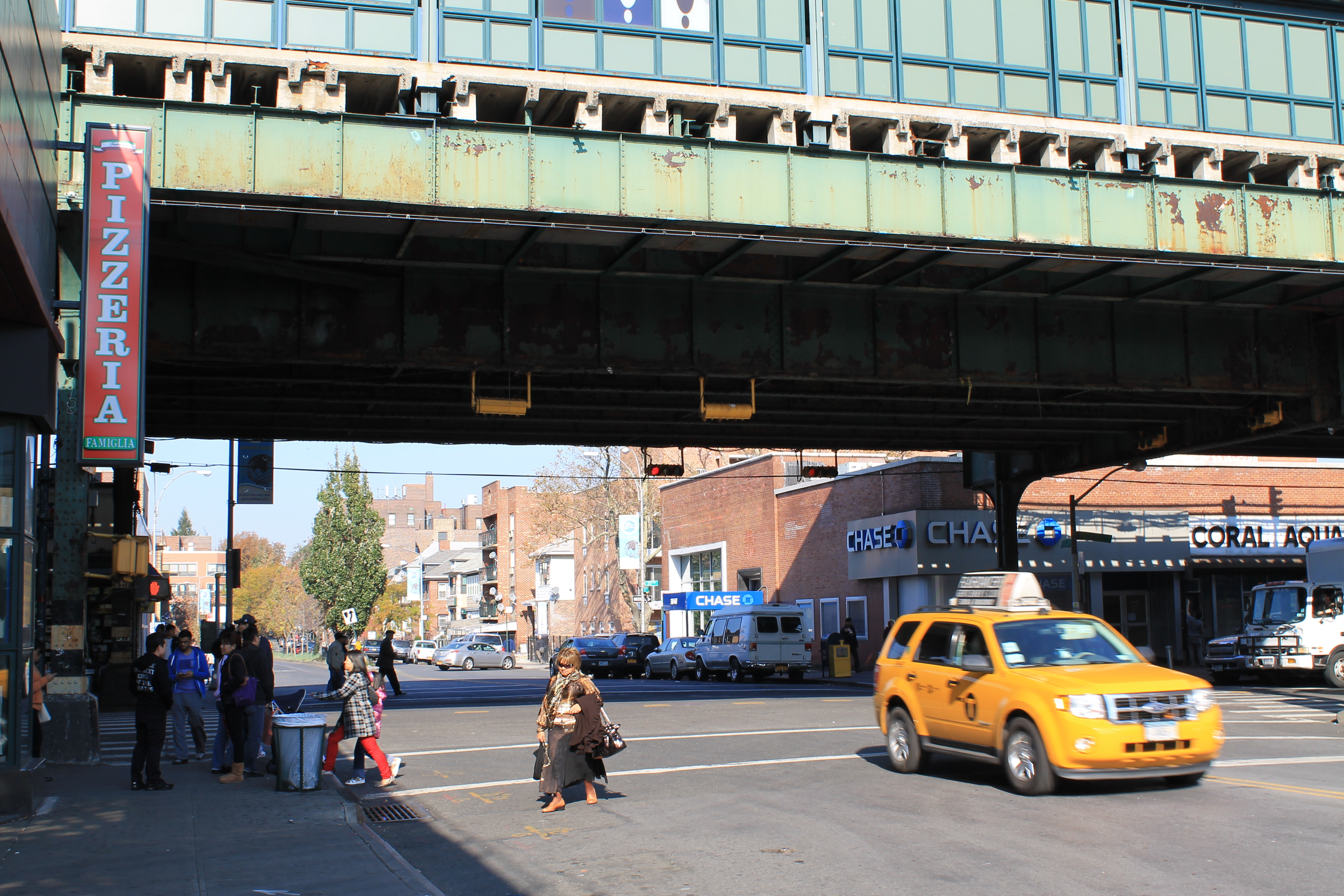
IRT法拉盛線車站東端，位於75街及羅斯福大道

高架的IRT法拉盛線車站於1917年4月21日通車，作為雙重合約之下由皇后區廣場延長至103街-可樂娜廣場車站的一部分。IND皇后大道線於1933年8月19日通車，作為路線第一段由曼哈頓的50街車站到皇后區的傑克遜高地車站的一部分。此線通車時即實行了兩線之間的轉乘。此站自1933年起作為皇后大道線的總站，直至1936年12月31日東延至聯合圖爾恩皮克車站為止。下層完工的同時亦興建了上層未完工的部分。新的羅斯福大道車站複合的興建導致地區附近增加了住屋需求。同時亦啟發了一個在鄰近興建商場的計劃，然而最終未有興建。
1970年5月2日，一列不載客的GG線列車與另一列載客的GG線列車在皇后大道線相撞。當時營運中的列車由南行快車軌道經渡線切換至慢車軌道（因不載客列車而改道）。兩名乘客死亡，另有71人受傷，成為繼1928年時報廣場脫軌事故後最嚴重的地鐵相撞意外。1970年意外後《紐約雜誌》指出地鐵系統在長期調查報導的狀態下，認為地鐵狀態比前幾年更差。
該處在2001年開始興建一座新的車站大樓並於2005年完工，由Stantec設計。翻新期間，巴士總站關閉；法拉盛線月台和巴士總站完全重建，而皇后大道線月台則由斯堪卡負責翻新，一共1.32億美元。

## 車站結構
| 2F   | 側式月台，右側開門    | 側式月台，右側開門                                                              |
| 2F   | 南行                  | 往34街-哈德遜調車場（69街）                                                     |
| 2F   | 尖峰特快              | 不停靠                                                                          |
| 2F   | 北行                  | 往法拉盛-緬街（82街-傑克森高地）                                                |
| 2F   | 側式月台，右側開門    |                                                                                 |
| 1F   | 夾層                  | 往出入口                                                                        |
| G    | 街道                  | 出入口、車站屋、閘機及巴士圓環 升降機位於車站屋閘內介乎74及75街之間的羅斯福大道 |
| B1–2 | 夾層                  | 往出入口、閘機                                                                  |
| B3   | 南行                  | 往大都會大道（65街） · 往灣脊區-95街（65街） · 深夜往世界貿易中心（65街）       |
| B3   | 島式月台，左/右側開門 |                                                                                 |
| B3   | 南行快速              | 往世界貿易中心（皇后廣場） · 往康尼島-斯提威爾大道（21街-皇后橋）               |
| B3   | 北行快速              | 往牙買加中心（森林小丘-71大道） · 往牙買加-179街（森林小丘-71大道）             |
| B3   | 島式月台，左/右側開門 |                                                                                 |
| B3   | 北行                  | 往森林小丘-71大道（埃姆赫斯特大道） · 深夜往牙買加中心（埃姆赫斯特大道）        |

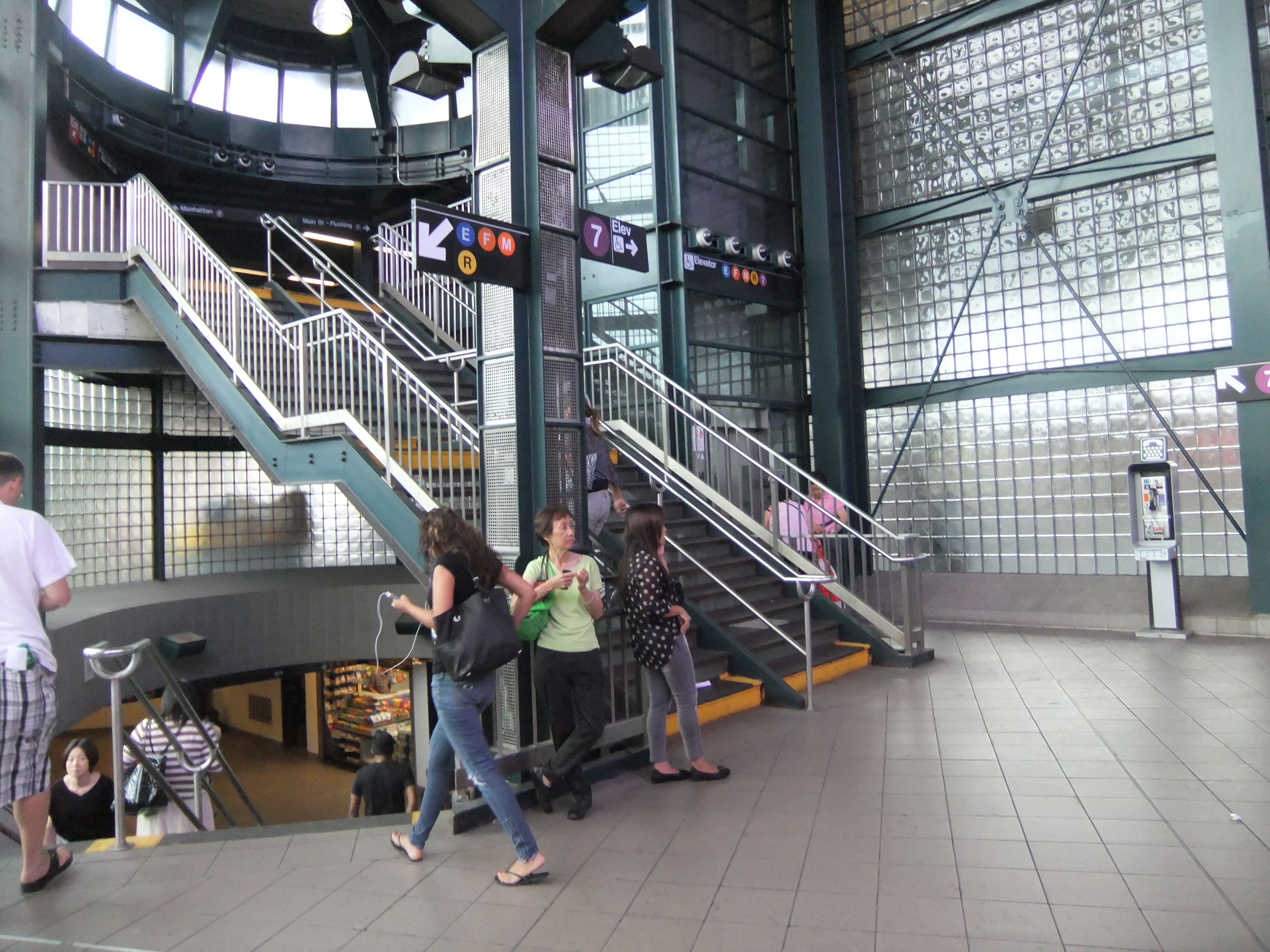
閘機往月台的樓梯。IND皇后大道線的樓梯在左側，IRT法拉盛線的樓梯在右側

此站由兩個車站結合而成，以扶手電梯、樓梯和升降機連接。主入口被羅斯福大道、百老匯、75街和74街包圍的車站大樓，包括維克托·A·莫爾巴士總站。新車站大樓是MTA系統內第一座綠色大樓，部分使用屋頂的太陽能電池板供電。大樓由回收物料製造，包括15%飛灰以及預製鋼；另外建造商回收了86%建築廢料。車站大樓亦包括一些位於75街及百老匯交界的零售空間，以及一些介乎閘機和巴士總站的空間。
法拉盛線月台各設有兩條樓梯和一部升降機前往大堂，另有一對樓前往主站舍，該處設有車站詢問處。往法拉盛月台的升降機由月台到地上抵達層，再到街道閘機層，最後到地面與皇后大道線夾層之間的地下抵達層。。法拉盛線還設有兩部扶手電梯直接前往皇后大道線夾層。夾層又設有許多樓梯前往皇后大道線的各月台，以及一部由地下抵達層前往夾層和往曼哈頓月台的升降機。另外，往森林小丘和牙買加方向的月台亦設有前往夾層的升降機。夾層又設有一些商店和ATM。

### 其他出口
73街及百老匯的交界，位於羅斯福大道北側，每個IRT法拉盛線月台都設有一對樓梯前往高架結構以下的抵達層。與皇后大道線夾層經三條長而窄的扶手電梯連接，其出口位於地下閘機處。
由地下夾層前往車站大樓的出口位於73街、37路及百老匯的東北角，百老匯及74街西南角，以及百老匯及75街東北角和東南角。法拉盛線月台的唯一一個直接入口是由74街夾層前往車站大樓，另有一個額外出口前往羅斯福大道及74街東北角。

## IRT法拉盛線月台
74街-百老匯車站，原名「百老匯車站」（Broadway）是紐約地鐵IRT法拉盛線的一個慢車地鐵站，設有7號線（任何時候停站）列車服務。

### 歷史
法拉盛線於1917年4月21日由皇后區廣場往103街-可樂娜廣場車站通車時啟用，在74街設有慢車站
74街的月台於1955－1956年延長以容納11節列車。

### 配置
74街是IRT法拉盛線的兩個側式月台和三條軌道的慢車站。中央軌道由繁忙時段的尖峰方向的<7>號線快車服務，雖然列車不停靠，但設有軌道轉轍器快車緊急時停靠慢車軌道，或慢車軌道有工程時容許列車以快車軌道行駛。此站設有7號線（任何時候停站）列車服務。

## IND皇后大道線月台
傑克遜高地-羅斯福大道車站，顯示為「羅斯福大道-傑克遜高地車站」（Roosevelt Avenue–Jackson Heights）是IND皇后大道線是一個快車地鐵站，設有兩個較窄的島式月台和四條軌道。快車軌道由E線（任何時候停站（深夜除外））、F線（任何時候停站）使用。慢車軌道由M線（僅平日停站）、R線（任何時候停站（深夜除外））及E線（僅深夜停站）。

### 未使用的上層
在往東南閘機的坡度上設有一個未使用和未完工的IND第二系統位於往曼哈頓月台上面的羅斯福大道總站。此總站設有島式月台，兩側都設有軌道。道床不設軌道，但站名的瓷磚仍然存在.。掛於月台的標示是空白的。車站以東設有一條長而暗的3個街區的隧道，並預留橫渡線，亦設有一個坡度下降到下方主線往曼哈頓的慢車軌道。未使用的隧道設有約750英呎道床。沿着這些道床可看見下層軌道的列車。未使用的上層月台約500英呎，僅夠8節60英呎列車而不是IND列車現時的10節。月台本身改為辦公室和儲存室。

## 外部連結
- nycsubway.org—IRT Flushing Line: 74th Street/Broadway
- nycsubway.org—IND Queens Boulevard Line: Roosevelt Avenue
- nycsubway.org — Passage Artwork by Tom Patti (2004) （页面存档备份，存于）
- Station Reporter — 74th Street/Roosevelt Avenue Complex
- Abandoned Stations — Roosevelt Avenue Upper Level （页面存档备份，存于）
- The Subway Nut — Roosevelt Avenue–Jackson Heights (E,F,M,R) Pictures （页面存档备份，存于）
- The Subway Nut — 74th Street–Broadway (7) Pictures （页面存档备份，存于）
- MTA's Arts For Transit — Jackson Heights–Roosevelt Avenue/74th Street–Broadway
- Broadway and 73rd Street entrance from Google Maps Street View （页面存档备份，存于）
- 37th Road entrance from Google Maps Street View （页面存档备份，存于）
- Broadway and 74th Street entrance from Google Maps Street View （页面存档备份，存于）
- Broadway entrance from Google Maps Street View （页面存档备份，存于）
- Roosevelt Avenue entrance from Google Maps Street View （页面存档备份，存于）
- Broadway and 75th Street entrance from Google Maps Street View （页面存档备份，存于）
- Roosevelt Avenue and 75th Street entrance from Google Maps Street View （页面存档备份，存于）
- Mezzanine from Google Maps Street View
- Lobby from Google Maps Street View
- IND platforms from Google Maps Street View
- IRT platforms from Google Maps Street View